# 安儿胡同
安儿胡同是位于中国北京市西城区东部的一条胡同。现已无存。

## 简介
安儿胡同为东西走向，东起油坊胡同，西至宣武门内大街，与头发胡同连接。明朝始称“安儿胡同”，一直沿用下来。安儿胡同与其北的嘎哩胡同东西走向段落之间，有一南北走向的短巷连接。2000年代，安儿胡同被拆除，原址兴建了百骏明光百货。